# Breakdance la Jocurile Olimpice de vară din 2024 - B-Boys
Proba de breakdance B-boys de la Jocurile Olimpice de vară din 2024 a avut loc pe 10 august 2024.

## Capi de serie
| Cap de serie | Atlet                   | Poreclă     |
| ------------ | ----------------------- | ----------- |
| 1            | Shigeyuki Nakarai (JPN) | Shigekix    |
| 2            | Philip Kim (CAN)        | Phil Wizard |
| 3            | Jeffrey Louis (USA)     | Jeffro      |
| 4            | Amir Zakirov (KAZ)      | Amir        |
| 5            | Menno van Gorp (NED)    | Menno       |
| 6            | Gaetan Alin (FRA)       | Lagaet      |
| 7            | Danis Civil (FRA)       | Dany Dann   |
| 8            | Victor Montalvo (USA)   | Victor      |
| 9            | Hiroto Ono (JPN)        | Hiro10      |
| 10           | Oleg Kuznietsov (UKR)   | Kuzya       |
| 11           | Lee-Lou Demierre (NED)  | Lee         |
| 12           | Bilal Mallakh (MAR)     | Billy       |
| 13           | Sun Chen (TPE)          | Quake       |
| 14           | Kim Hong-Yul (KOR)      | Hongten     |
| 15           | Jeffrey Dunne (AUS)     | J Attack    |
| 16           | Qi Xiangyu (CHN)        | Lithe-ing   |

## Rezultate

### Faza grupelor

#### Grupa A
| Loc | Breaker (cap de serie) | Poreclă   | Țară                       | Runde | Voturi | Note |
| --- | ---------------------- | --------- | -------------------------- | ----- | ------ | ---- |
| 1   | Victor Montalvo (8)    | Victor    | Statele Unite ale Americii | 5     | 35     | C    |
| 2   | Shigeyuki Nakarai (1)  | Shigekix  | Japonia                    | 4     | 38     | C    |
| 3   | Qi Xiangyu (16)        | Lithe-ing | China                      | 3     | 27     |      |
| 4   | Hiroto Ono (9)         | Hiro10    | Japonia                    | 0     | 8      |      |

#### Grupa B
| Loc | Breaker (cap de serie) | Poreclă     | Țară      | Runde | Voturi | Note |
| --- | ---------------------- | ----------- | --------- | ----- | ------ | ---- |
| 1   | Philip Kim (2)         | Phil Wizard | Canada    | 5     | 40     | C    |
| 2   | Danis Civil (7)        | Dany Dann   | Franța    | 4     | 37     | C    |
| 3   | Oleg Kuznietsov (10)   | Kuzya       | Ucraina   | 3     | 29     |      |
| 4   | Jeffrey Dunne (15)     | J Attack    | Australia | 0     | 2      |      |

#### Grupa C
| Loc | Breaker (cap de serie) | Poreclă | Țară                       | Runde | Voturi | Note |
| --- | ---------------------- | ------- | -------------------------- | ----- | ------ | ---- |
| 1   | Jeffrey Louis (3)      | Jeffro  | Statele Unite ale Americii | 5     | 37     | C    |
| 2   | Lee-Lou Demierre (11)  | Lee     | Olanda                     | 4     | 29     | C    |
| 3   | Kim Hong-Yul (14)      | Hongten | Coreea de Sud              | 2     | 27     |      |
| 4   | Gaetan Alin (6)        | Lagaet  | Franța                     | 1     | 15     |      |

#### Grupa D
| Loc | Breaker (cap de serie) | Poreclă | Țară            | Runde | Voturi | Note |
| --- | ---------------------- | ------- | --------------- | ----- | ------ | ---- |
| 1   | Menno van Gorp (5)     | Menno   | Olanda          | 6     | 49     | C    |
| 2   | Amir Zakirov (4)       | Amir    | Kazahstan       | 4     | 29     | C    |
| 3   | Sun Chen (13)          | Quake   | Taipeiul Chinez | 2     | 26     |      |
| 4   | Bilal Mallakh (12)     | Billy   | Maroc           | 0     | 4      |      |

### Faza eliminatorie
|  | Sferturi de finală | Sferturi de finală |                 |        | Semifinale                     | Semifinale                     |  |  | Meciul pentru medalia de aur | Meciul pentru medalia de aur |
|  |                    |                    |                 |        |                                |                                |  |  |                              |                              |
|  | 10 august          |                    |                 |        |                                |                                |  |  |                              |                              |
|  |                    |                    |                 |        |                                |                                |  |  |                              |                              |
|  | Dany Dann (FRA)    | 2 (14)             |                 |        |                                |                                |  |  |                              |                              |
|  | Dany Dann (FRA)    | 2 (14)             | 10 august       |        |                                |                                |  |  |                              |                              |
|  | Jeffro (USA)       | 1 (13)             |                 |        |                                |                                |  |  |                              |                              |
|  | Jeffro (USA)       | 1 (13)             | Dany Dann (FRA) | 2 (15) |                                |                                |  |  |                              |                              |
|  | 10 August          |                    | Dany Dann (FRA) | 2 (15) |                                |                                |  |  |                              |                              |
|  |                    | Victor (USA)       | 1 (12)          |        |                                |                                |  |  |                              |                              |
|  | Victor (USA)       | Victor (USA)       | 1 (12)          | 3 (24) |                                |                                |  |  |                              |                              |
|  | Victor (USA)       |                    | 10 august       | 3 (24) |                                |                                |  |  |                              |                              |
|  | Amir (KAZ)         | 0 (3)              |                 |        |                                |                                |  |  |                              |                              |
|  | Amir (KAZ)         | 0 (3)              | Dany Dann (FRA) | 0 (4)  |                                |                                |  |  |                              |                              |
|  | 10 August          |                    | Dany Dann (FRA) | 0 (4)  |                                |                                |  |  |                              |                              |
|  |                    | Phil Wizard (CAN)  | 3 (23)          |        |                                |                                |  |  |                              |                              |
|  | Shigekix (JPN)     | Phil Wizard (CAN)  | 3 (23)          | 3 (22) |                                |                                |  |  |                              |                              |
|  | Shigekix (JPN)     | 10 august          |                 | 3 (22) |                                |                                |  |  |                              |                              |
|  | Menno (NED)        | 0 (5)              |                 |        |                                |                                |  |  |                              |                              |
|  | Menno (NED)        | 0 (5)              | Shigekix (JPN)  | 0 (10) |                                |                                |  |  |                              |                              |
|  | 10 August          |                    | Shigekix (JPN)  | 0 (10) |                                |                                |  |  |                              |                              |
|  |                    | Phil Wizard (CAN)  | 3 (17)          |        | Meciul pentru medalia de bronz | Meciul pentru medalia de bronz |  |  |                              |                              |
|  | Lee (NED)          | Phil Wizard (CAN)  | 3 (17)          | 0 (8)  | Meciul pentru medalia de bronz | Meciul pentru medalia de bronz |  |  |                              |                              |
|  | Lee (NED)          |                    | 10 august       | 0 (8)  |                                |                                |  |  |                              |                              |
|  | Phil Wizard (CAN)  | 3 (19)             |                 |        |                                |                                |  |  |                              |                              |
|  | Phil Wizard (CAN)  | 3 (19)             | Victor (USA)    | 3 (20) |                                |                                |  |  |                              |                              |
|  |                    |                    |                 |        |                                |                                |  |  |                              |                              |
|  | Shigekix (JPN)     | 0 (7)              |                 |        |                                |                                |  |  |                              |                              |
|  | Shigekix (JPN)     | 0 (7)              |                 |        |                                |                                |  |  |                              |                              |

## Clasament final
| Loc | Atlet                   | Poreclă     |
| --- | ----------------------- | ----------- |
| 1   | Philip Kim (CAN)        | Phil Wizard |
| 2   | Danis Civil (FRA)       | Dany Dann   |
| 3   | Victor Montalvo (USA)   | Victor      |
| 4   | Shigeyuki Nakarai (JPN) | Shigekix    |
| 5   | Jeffrey Louis (USA)     | Jeffro      |
| 6   | Lee-Lou Demierre (NED)  | Lee         |
| 7   | Menno van Gorp (NED)    | Menno       |
| 8   | Amir Zakirov (KAZ)      | Amir        |
| 9   | Oleg Kuznietsov (UKR)   | Kuzya       |
| 10  | Qi Xiangyu (CHN)        | Lithe-ing   |
| 11  | Kim Hong-Yul (KOR)      | Hongten     |
| 12  | Sun Chen (TPE)          | Quake       |
| 13  | Gaetan Alin (FRA)       | Lagaet      |
| 14  | Hiroto Ono (JPN)        | Hiro10      |
| 15  | Bilal Mallakh (MAR)     | Billy       |
| 16  | Jeffrey Dunne (AUS)     | J Attack    |